# Ryska Bookerpriset
Ryska Bookerpriset (ryska: Русский Букер) är ett ryskt pris i skönlitteratur, instiftat 1992 med brittiska Bookerpriset som utgångspunkt. Detta var det första från staten självständiga, ryska litteraturpriset sedan oktoberrevolutionen 1917. På 2010-talet har priset haft svårt att finna sponsorer och har hotats av nedläggning. År 2011 sköts priset upp flera månader i brist på pengar. Det återkom dock under vintern i ny form, där man istället för årets bästa bok utsåg årtiondets bästa. Året därpå återupptogs det tidigare upplägget.

## Pristagare
- 1992: Mark Charitonov för Linija sudby, ili Sundutjok Milasjevitja (Линия судьбы, или Сундучок Милашевича)
- 1993: Vladimir Makanin för Stol, pokrytyj suknom s grafinom posieredine (Стол, покрытый сукном с графином посередине)
- 1994: Bulat Okudzjava för Uprazdnjonnyj teatr (Упразднённый театр)
- 1995: Georgij Vladimov för General i jego armija (Генерал и его армия)
- 1996: Andrej Sergejev för Albom dlja marok (Альбом для марок)
- 1997: Anatolij Asolskij för Kletka (Клетка)
- 1998: Aleksandr Morosov för Tjuzjije pisma (Чужие письма)
- 1999: Michail Butov för Svoboda (Свобода)
- 2000: Michail Sjisjkin för Vziatije Izmaila (Взятие Измаила)
- 2001: Ljudmila Ulitskaja för Kazus Kukotskogo (Казус Кукоцкого)
- 2002: Oleg Pavlov för Karagandinskije devjatiny (Карагандинские девятины)
- 2003: Ruben Gallego för Vitt på svart (Beloje na tjornom, Белое на чёрном)
- 2004: Vasilij Aksionov för Voltierjantsy i voltierjanki (Вольтерьянцы и вольтерьянки)
- 2005: Denis Gutsko för Bez puti-sleda (Без пути-следа)
- 2006: Olga Slavnikova för 2017
- 2007: Aleksandr Ilitjevskij för Matiss (Матисс)
- 2008: Michail Jelisarov för Bibliotiekar (Библиотекарь)
- 2009: Jelena Tjizjova för Vremja zjensjtjin (Время женщин)
- 2010: Jelena Koljadina för Tsvetotjnyj krest (Цветочный крест)
- 2011 (årtiondets bok): Aleksandr Tjudakov för Lozjitsija mgla na staryje stupeni (Ложится мгла на старые ступени)
- 2012: Andrej Dmitriev för Krestjanin i tinejdzjer[3]
- 2013: Andrej Volos för Vozvrasjtjenije v Pandzjrud Vozvrasjtjenie v Pandzjrud (Возвращение в Панджруд Vozvrasjtjenie v Pandzjrud)